# Vladímir Nóvikov
Vladímir Nóvikov (Alma-Ata, Kazajistán, 4 de agosto de 1970) es un gimnasta artístico kazajo, campeón olímpico en 1988 en el concurso por equipos. Ha representado a Kazajistán y anteriormente a la Unión Soviética, periodo en que ganó casi todos sus títulos.

## Representando a la Unión Soviética
En el Mundial celebrado en Róterdam (Países Bajos) en 1987 gana el oro por equipos, por delante de China y Alemania del Este, siendo sus compañeros de equipo: Dmitry Bilozerchev, Valeri Liukin, Vladimir Artemov, Yuri Korolev y Aleksei Tikhonkikh.
En los JJ. OO. de Seúl (Corea del Sur) de 1988 gana el oro por equipos, por delante de Alemania del Este (plata) y Japón (bronce), siendo sus compañeros de equipo: Vladimir Artemov, Dmitri Bilozertchev, Vladimir Gogoladze, Serguéi Jarkov y Valeri Liukin.
En el Mundial de Stuttgart 1989 gana oro por equipos, por delante de Alemania del Este (plata) y China (bronce).